# Helina orbitaseta
Helina orbitaseta är en tvåvingeart som först beskrevs av Stein 1898.  Helina orbitaseta ingår i släktet Helina och familjen husflugor. Inga underarter finns listade i Catalogue of Life.